# Kaho Kōda
Kaho Kouda (コダカホ Kōda Kaho?) es una seiyū japonesa nacida el 8 de julio de 1967 en Tokio. Ha participado en series como Wolf's Rain, X y Saiyuki, entre otras. Está afiliada a 81 Produce.

## Roles interpretados

### Series de Anime
- D.Gray-man como la madre de Daisya
- Darker than Black: Ryūsei no Gemini como Madame Oreille
- Deltora Quest como la madre de Jasmine
- Ghost Hunt como Hiro Oshima y Kana Morishita
- Golgo 13 como la esposa de Mario
- Kurau: Phantom Memory como Yuuki
- Nishi no Yoki Majo - Astraea Testament como Ravenna
- Otogizoushi como Ibaraki
- Phantom: Requiem for the Phantom como Judy Devens
- Pumpkin Scissors como Solis
- Saiyuki como Nataku Taishi
- Stratos 4 como la madre de Sayaka
- Witch Hunter Robin como Miho Karasuma
- Wolf's Rain como Cher Degre
- X como Kanoe

### OVAs
- Darker than Black - Kuro no Keiyakusha: Gaiden como Madame Oreille
- Dōsōkai: Yesterday Once More como la madre de Tatsuya
- Fushigi Yūgi Eikoden como Shu Eian
- Kisaku: Tamashii como Nadeshiko Minami
- Kisaku the Letch como Nadeshiko Minami
- Program como Cis
- Saiyuki como Nataku Taishi
- Wolf's Rain como Cher Degre
- X como Kanoe

### Películas
- Aura: Maryūinkōga Saigo no Tatakai como la madre de Ichirō

### Radio Drama
- Final Fantasy Tactics Advance como Artema/Ultima

### Videojuegos
- Galaxy Angel-Moonlit Lovers como Nephelia
- Genma Onimusha como Nui/Hecuba
- Jak II como la voz de la Computadora
- Project Sylpheed como May Crichton
- Romancing SaGa: Minstrel Song como Flammar/Frielei
- Shinobido: La Senda del Ninja como Kinu